# Шринивас, Аравинд
Аравинд Шринивас (также Аравинд Сринивас; англ. Aravind Srinivas; родился 7 июня 1994) — индийский предприниматель, наиболее известный как один из основателей компании Perplexity AI — компании, разрабатывающей поисковую систему, использующую искусственный интеллект.

## Ранняя жизнь и образование
Аравинд Шринивас родился в тамильской семье 7 июня 1994 года в Мадрасе (ныне Ченнаи). Он получил двойные степени — бакалавра (B.Tech
) и магистра (M.Tech) — по электротехнике в Индийском технологическом институте Мадраса. Позднее он продолжил обучение в Калифорнийском университете в Беркли, где получил степень доктора философии в области компьютерных наук.

## Карьера
Во время своей академической карьеры Шринивас занимал исследовательские должности в OpenAI, Google Brain и DeepMind, специализируясь на машинном обучении и искусственном интеллекте.
В 2022 году он стал соучредителем Perplexity AI вместе с Денисом Яратсом, Джонни Хо и Энди Конвински. Компания разработала «систему ответов» на базе искусственного интеллекта, предназначенную для предоставления прямых, цитируемых ответов на запросы пользователей, стремясь выделиться на фоне традиционных поисковых систем.
Под руководством Шриниваса Perplexity AI привлекла значительное финансирование от инвесторов, включая Джеффа Безоса, Элада Гила, Нэта Фридмана и Nvidia. Компания также объявила о партнёрствах, направленных на расширение применения ИИ в аппаратном обеспечении, в частности, сотрудничая с Deutsche Telekom для разработки смартфона с интегрированным ИИ.
В декабре 2024 года Шринивас заявил, что ждал грин-карты США почти три года. На его твит с вопросом о том, стоит ли ему получать грин-карту, Илон Маск ответил «да», что вызвало дебаты об иммиграции в США. В том же году журнал Time включил его в список «TIME100 самых влиятельных людей в ИИ».